# 日産・サニートラック
サニートラック（SUNNY TRUCK）は、日産自動車が製造していた小型ボンネットトラック。通称「サニトラ」。

## 概要
大衆車「ダットサン・サニー」の一バリエーションとして登場。当初はダットサンブランドで販売されていたが、1985年より日産ブランドに変更された。日産自動車での小型自動車のブランドであるダットサンの型式は、10の位の数字が乗用であれば1、商用であれば2と規定されていたため、本車の型式はサニーの共通記号である「B」を冠し、B20となった。当時の軽積載トラックで多く見られた、キャブ（運転席）とベッド（荷台）が一体となっているワンピースボディを採用している。
ライバル車のトヨタ・パブリカピックアップとともに、フルモデルチェンジもされず長年にわたって生産が続けられていたが、1980年代以降、そのノスタルジックなスタイルと優れた動力性能、低廉な維持費などから愛好家の注目を集めるようになる。FRという駆動方式を採用している事や、OHVの割には高回転域までストレスなく吹け上がるA型エンジンが搭載されていることから、チューニングカーのベースとしても高い人気がある。TSレースに参戦していたB110サニーと機構の大部分を共有しているため、チューニングパーツや流用の効くパーツも豊富であり、チューニングのノウハウも広く知られていることも人気の要因のひとつである。一方でクラシカルなスタイルを活かし、キャルルックや痛車、VIPカーなどのスタイルのドレスアップも人気がある。特にC10型スカイライン（ハコスカ）のフロントマスクを再現したカスタムカーは「ハコトラ」として知られている。
2代目B120型はグループAの「規定サイズ以上の後席を設置していること」という規定を満たせず、1983年からのレース車両カテゴリ規定におけるグループBに該当する車両となり、そのホモロゲーションを受けていた。1980年代のアフリカで開催されたラリーでは、実際にアウディ・クワトロやランチア・ラリー037などに混ざる形でサニートラック 1200（公認車両名は『ダットサン・サニーピックアップ B120』)が数台出走していた。
製造は当初村山工場が担当し、1970年2月以降は愛知機械工業・日産車体平塚工場・愛知機械工業と移管された。

## 初代（1967年-1971年）B20型
ベースはサニーバン（VB10型）。モノコックボディーを採用しており、荷台と乗員スペースが分離していないことから「クーペユーティリティ」とも呼ばれるボディスタイルである。ラジエーターグリルは幅を広くしたデザインになっている。

同時期に販売された520系ダットサントラックはプラットフォームをブルーバードと共有し、さらに大型のジュニアはセドリックと共通のエンジンが搭載された。日産は、こうした乗用車ベースのピックアップトラックで得た成功を、新しいサニーのプラットフォームでも再現することを決定した。
サニートラックの寸法は当時政府が定めていた寸法規制に準拠しており、小排気量エンジンにより年間の道路税義務が軽減された。 B20は、サニーVB10バンとホイールベースを含めて同じ寸法で設計された。

### 年表
1966年
- 10月22日 - 第13回東京モーターショーにて、新車種として発表された[5]。

1967年
- 2月10日 - 価格および取り扱い店について公表された[4]。このときの発表資料には、競合トラック（トヨタ・パブリカトラック、マツダ・ファミリアトラック、ダイハツ・コンパーノトラック、ホンダ・P800）の主要諸元比較表が掲載されており、違いを簡単に比較できるようになっていた。
- 2月21日 - ダットサンブランドの車両として、全国の日産・サニー店で一斉に販売された[4]。
- 3月31日（補足） - 新車保証の延長が翌日から適用されることが発表された[6]。この制度は耐久信頼性の実証による品質の確信や品質管理の徹底実施などの影響で、従来の1年2万キロから、2年5万キロに延長された。
- 9月25日 - 一部改良[7]。ラジエーターグリルのエンブレムやサイドマーカーランプ、パーキングランプを変更。内装も若干変更され、安全性と居住性を向上させた。

1969年
- 8月8日 - デラックス車追加[8]。ラジエーターグリルをステンレス製とし、ヘッドランプリム、バンパーおよびホイールキャップにメッキを施すなど、より乗用車に近づけた内外装になっている。また、ラジオ、ヒーター、ウインドウォッシャー、白タイヤなどが標準装備される。

1971年
- 1月20日 - 2代目にフルモデルチェンジ。

## 2代目（1971年-2008年）B120型

### 前期型（1971年-1977年）
1971年2月 - B120型を発表。ベースはサニーB110型。初期型はフロントグリルがサニーセダン及びバン（1970-71年の前期型）と共通の、ステンレス製の3ピース構成である。
変速機は3速コラムMTと4速フロアMTが用意された。グレードはスタンダードとデラックスの2種類、ボディ形状は標準ボディのみが設定された。インパネのコンビネーションメーターは長方形である。1972年1月にセダンがマイナーチェンジ後もトラックのフロントグリルは変更されなかった。
1972年 - 南アフリカでの販売を開始。
1973年4月 - ロングボディ車（GB120型）追加。グレードはデラックスのみ。
同年5月 - 乗用のB110型が3年4か月で生産終了、B210型に移行する。
1976年1月 - 昭和50年排出ガス規制により、型式がH-B120型となる。

### 中期型（1977年-1989年）
B120型をB121型へマイナーチェンジ。ヘッドランプは規格型丸形2灯式のまま、フロントグリルが樹脂製に置き換わり、デザインが変更された。B110型サニークーペと共通だが、塗りわけが異なっている。また、サイドの車名ロゴエンブレムも変更された。
室内では、インテリアカラーがブラウンに統一された。メーター周りも変更され、サニークーペB110型前期用の丸形メーターとなった。
1979年10月、昭和54年排出ガス規制に適合し、型式がJ-B121型へ。ハーフホイールカバーが廃止。
1981年10月、昭和56年排出ガス規制に適合し、型式がL-B122型へ。
1984年4月、生産工場を愛知機械工業に変更。
1985年1月、59年騒音規制対応及び車名を「ニッサン」に変更。
1986年11月、一部改良。フロント合わせガラスの採用と同時に駐車灯が廃止される。

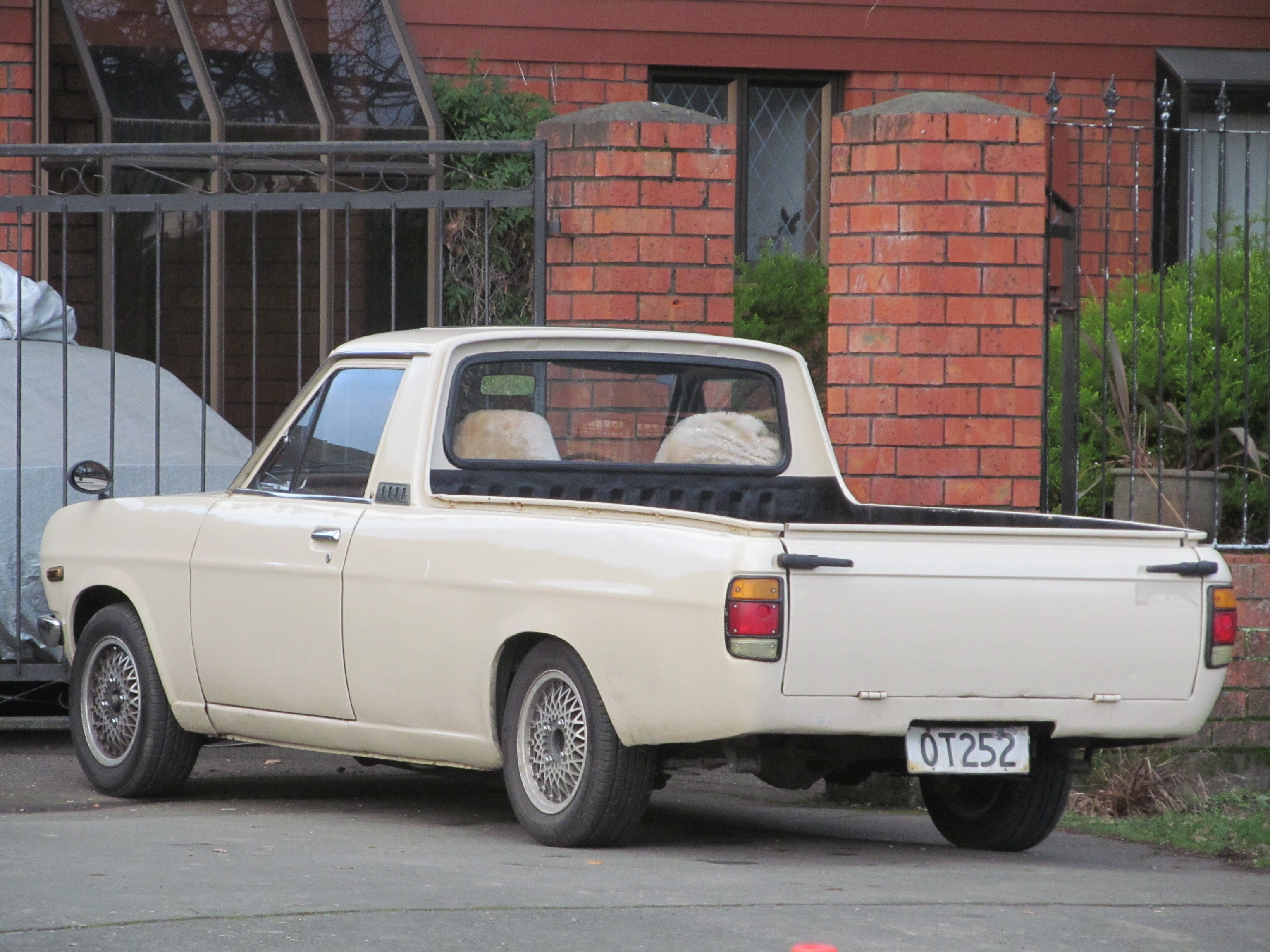
1983年式標準ボディ リア

### 後期型（1989年-2008年）
1989年11月に、ビッグマイナーチェンジ。フロントにディスクブレーキを採用し、エンジン改良、三元触媒を搭載し、昭和63年排出ガス規制対応、NOx規制適合車両（型式R-B122、R-GB122）となった。現在施行されている改正NOx・PM法にも適合している。外観上も規格型角形2灯式ヘッドランプの採用とフロントグリルのデザイン変更が行われた。インテリアには部分トリコット生地シートが採用され、内装色もグレー系に統一された。
1994年3月、バネットトラックとの統合により日本国内販売を終了。販売終了後もマニアの間では根強い支持があり、改造やドレスアップを施した車両も多い。
旧車然としたレトロなスタイルではあるが、近年まで製造されていたためにレストアにも事欠かない。
南アフリカ共和国では1400 バッキー(BAKKIE)という名称で、B120型のまま2008年7月まで生産が継続されていた。同年9月29日には後継となるNP200が発売されるが、1400も在庫完売まで併売されていた。

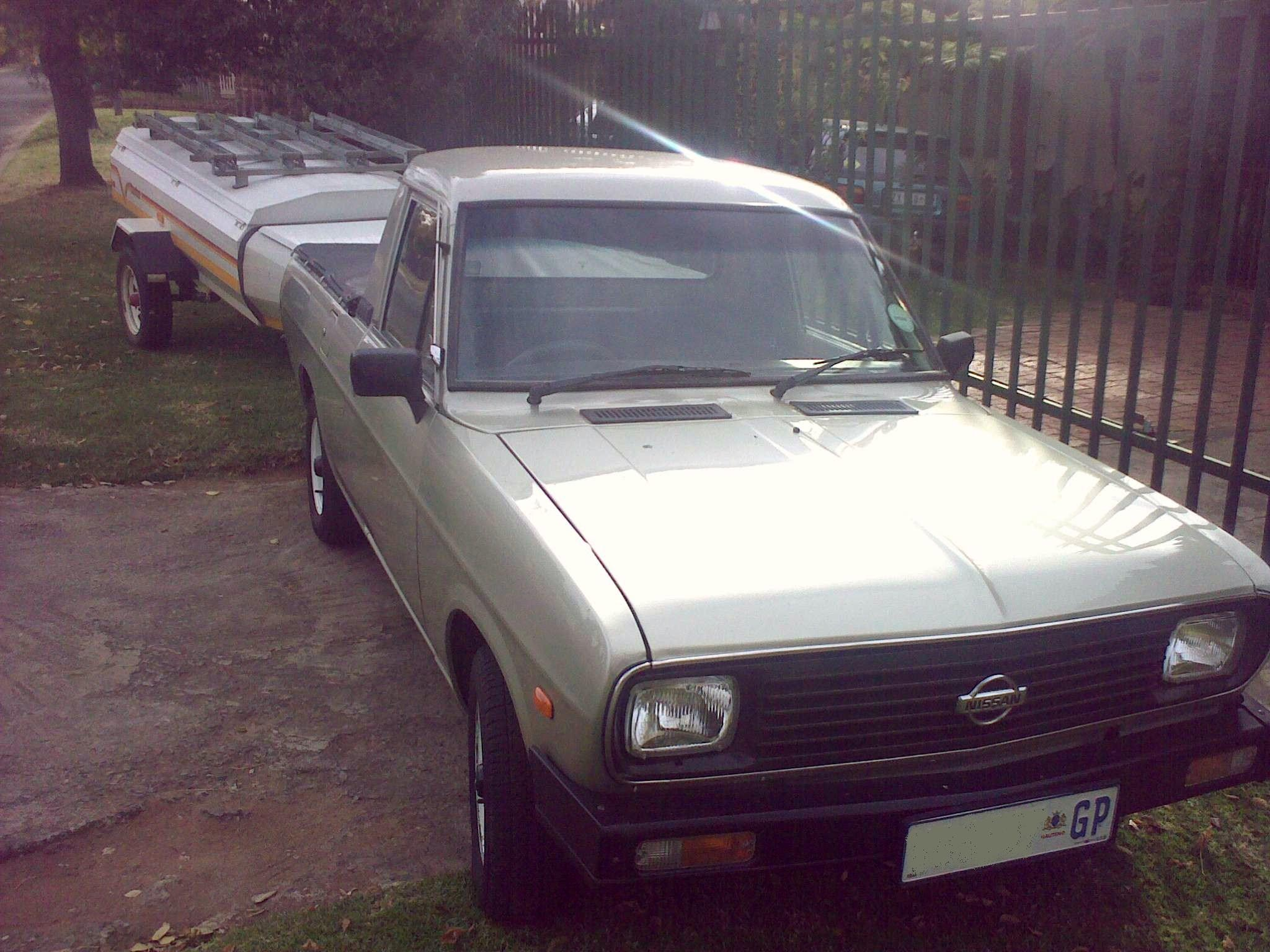
海外仕様　1400バッキー